# Sliced sausage

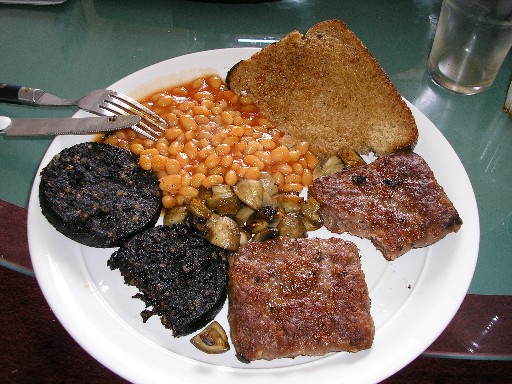
Square sausage (abajo a la derecha) con black pudding, baked beans, pan frito y champiñones.

La sliced sausage (inglés: ‘salchicha cortada’), Lorne sausage (‘salchicha Lorne’), flat sausage ('salchicha plana'), o square sausage (‘salchicha cuadrada’) es un producto alimenticio consumido principalmente en Escocia y el Nordeste de Inglaterra. La carne de salchicha (que puede ser cerdo, ternera o mezcla de ambas) se prepara con forma cuadrada y se corta en rebanadas de unos 7,5 cm y algo más de 1 cm de grosor. La salchicha rara vez es completamente cuadrada debido a la consistencia de la carne picada, que a menudo se sujeta con otros ingredientes, como el rusk.
La sliced sausage sigue siendo popular en el desayuno completo escocés y a menudo se toma en un panecillo. También tiene el tamaño ideal para usarse en un sándwich, usando una o dos rebanadas de plain loaf (pan tradicional) escocés. La salchicha se prepara friéndola en aceite o asándola unos 10 minutos.

## Nombre
A menudo se dice que la salchicha Lorne recibe es nombre de Tommy Lorne, un cómico de music hall escocés. Este improbable rumor posiblemente fuera iniciado por el propio Lorne.